# 张广钦
张广钦（1919年6月—2014年10月4日），曾用名徐钢民，山西吉县人，中华人民共和国政治人物。
早年加入牺盟会。1939年8月，在延安中央党校学习，历任山西省吉县组织部部长、雁北朔县二区区委书记、大同、吉县、襄陵县委书记；中华人民共和国成立后，历任四川省灌县县委书记、宜宾地委副书记，泸县县委书记，四川省水利电力厅厅长，温江地委书记，中国四川国际经济技术合作公司代总经理。1979年后，担任四川省进出口管理委员会主任，后升任四川省政协副主席。2014年去世。